# Rio Blidul
O Rio Blidul é um rio da Romênia afluente do Urlătoarea, localizado no distrito de Braşov.